# Parafia św. Stanisława Biskupa w Tęgoborzy
Parafia św. Stanisława Biskupa w Tęgoborzy – parafia rzymskokatolicka, znajdująca się w diecezji tarnowskiej, w dekanacie Nowy Sącz Zachód.